# Niantic (vállalat)
A Niantic, Inc. amerikai szoftverfejlesztői vállalat, székhelye San Franciscóban van. A Niantic fejleszti az Ingress, a Harry Potter: Wizards Unite és a Pokémon Go kiterjesztett valóság játékokat.
A vállalat 2010-ben alapult Niantic Labs néven, a Google-lal együttműködő startupként, alapítója és vezérigazgatója John Hanke. A vállalat 2015 októberében függetlenedett a Google-tól. A Nianticnak irodája van San Franciscóban, Bellevueban, Los Angelesben, Sunnyvale-ben, Hongkongban, Tokióban és Londonban.

## Fordítás
- Ez a szócikk részben vagy egészben  a   Niantic (company) című angol Wikipédia-szócikk ezen változatának fordításán alapul.  Az eredeti cikk szerkesztőit annak laptörténete sorolja fel. Ez a jelzés csupán a megfogalmazás eredetét és a szerzői jogokat jelzi, nem szolgál a cikkben szereplő információk forrásmegjelöléseként.